# Promachus pallidus
Promachus pallidus là một loài ruồi trong họ Asilidae. Promachus pallidus được Ricardo miêu tả năm 1921. Loài này phân bố ở miền Ấn Độ - Mã Lai.